# Ciemnobiałka jasnoszara
Ciemnobiałka jasnoszara (Melanoleuca exscissa (Fr.) Singer) – gatunek grzybów należący do rzędu pieczarkowców (Agaricales)).

## Systematyka i nazewnictwo
Pozycja w klasyfikacji według Index Fungorum: Melanoleuca, Incertae sedis, Agaricales, Agaricomycetidae, Agaricomycetes, Agaricomycotina, Basidiomycota, Fungi.
Po raz pierwszy takson ten zdiagnozował w 1821 r. Elias Fries nadając mu nazwę Agaricus excissus. Obecną, uznaną przez Index Fungorum nazwę nadał mu w 1935 r. Rolf Singer, przenosząc go do rodzaju Melanoleuca.  Niektóre synonimy naukowe:

- Agaricus exscissus Fr. 1821
- Melanoleuca cinerascens D.A. Reid 1967
- Melanoleuca exscissa (Fr.) Singer 1935
- Melanoleuca kuehneri Bon 1988
- Tricholoma exscissum (Fr.) Quél. 1872

Nazwę polską podał Władysław Wojewoda w 2003 r. W polskim piśmiennictwie mykologicznym gatunek ten opisywany był też jako ciemnogłówka regularna.

## Morfologia
Kapelusz
Średnica 4–7 cm. Początkowo jest łukowaty, potem staje się rozpostarty i na środku płytko wgłębiony z tępym garbem. Brzeg kapelusza ostry. W czasie suchej pogody ma kolor srebrzyście siwy do jasnosiwego i jest delikatnie pilśniowy, w czasie wilgotnej staje się siwo-brązowawy i błyszczący.
Blaszki
Gęste, w kolorze od białego do jasnokremowego, szerokie i zbiegające na trzon ząbkiem.
Trzon
Wysokość 4–6 cm, grubość 5–9 mm. Jest walcowaty, pełny, podłużnie włóknisty lub delikatnie karbowany i nieco zgrubiały przy podstawie. Nie posiada pierścienia. Jest lekko brązowy, w górnej części nieco oszroniony a przy podstawie białawo-pilśniowaty.
Miąższ
W kolorze od białego do jasnobrązowego. Ma zapach stęchłych orzechów a smakuje jak kapusta. Nie zmienia koloru po przełamaniu.
Wysyp zarodników
Bezbarwny.

## Występowanie
Rośnie na łąkach i pastwiskach, na obrzeżach dróg leśnych, polanach i wzdłuż trawiastych obrzeży lasów.

## Znaczenie
Grzyb jadalny, saprotrof. Jest trudny do odróżnienia od innych gatunków ciemnobiałek, jednak dla grzybiarzy zwykle nie ma to większego znaczenia, gdyż wszystkie ciemnobiałki europejskie są jadalne.

## Gatunki podobne
Ciemnobiałka ciemna (Melanoleuca melaleuca) jest ciemniejsza, ciemnobiałka krótkotrzonowa (Melanoleuca brevipes) różni się wyraźnie krótszym trzonem.